# Leiteïta
La leiteïta és un mineral de la classe dels òxids. Anomenada per Luis Antonio Bravo Teixeira-Leite, un mineralogista amateur portuguès-sudafricà de Pretòria, el qual va descobrir el primer espècimen.

## Característiques
La leiteïta és un òxid de fórmula química Zn(As₂O₄). Cristal·litza en el sistema monoclínic. La seva duresa a l'escala de Mohs és 1,5 a 2.
Segons la classificació de Nickel-Strunz, la leiteïta pertany a «04.JA - Arsenits, antimonits, bismutits; sense anions addicionals, sense H₂O» juntament amb els següents minerals: apuanita, reinerita, karibibita, kusachiïta, schafarzikita, trippkeïta, versiliaïta, schneiderhöhnita, zimbabweïta, ludlockita, paulmooreïta, estibivanita i chadwickita.

## Formació i jaciments
El mineral només ha estat descrit a la seva localitat tipus, a Namíbia.